# Frang Bardhi
Frang Bardhi, łac. Franciscus Blancus, wł. Francesco Blanco (ur. 1606, zm. 1643), duchowny katolicki, biskup Sapy i Sardy, pisarz albański.

## Życiorys
Bardhi pochodził z regionu Zadrima w północnej Albanii. We Włoszech odbywał studia teologiczne. W 1635 uzyskał święcenia kapłańskie. W 1636 objął biskupstwo w północnej Albanii, w okolicach Szkodry.
Bardhi jest autorem pierwszego słownika albańskiego, pt. Dictionarium latino-epiroticum, una cum nonnullis usitatioibus loquendi formulis (Słownik łacińsko-epirocki), Rzym 1635, zawierającego ok. 5000 słów albańskich oraz wiele zwrotów i przysłów, zaczerpniętych z żywego języka. Praca ta jest bezcennym źródłem dla badania historii języka albańskiego.
Ważnym dziełem autorstwa Bardhiego jest pisany łaciną historyczny utwór pt. Georgius Castriotes Epirensis, vulgo Scanderbeg... (Jerzy Kastriota Epirota, zwany Skanderbegiem), wyd. drukiem w Wenecji dopiero w 1936. W utworze tym Bardhi udowadnia albańskie pochodzenie Skanderbega, co wcześniej niektórzy autorzy podawali w wątpliwość.